# Хоан Мануел Хисберт
Хоан Мануел Хисберт (на испански: Joan Manuel Gisbert) е испански писател на произведения в жанра детска литература, приключенски роман и научна фантастика.

## Биография и творчество
Хоан Мануел Хисберт е роден на 16 октомври 1949 г. в Барселона, Испания. Поради преждевременната смърт на баща му, започва да работи от ранна възраст. След гимназията учи техническо електроинженерство, но това не го влече и той се насочва към театъра. Пътува няколко пъти до Париж, където учи театрално изкуство. След завръщането си в Барселона работи като сценичен режисьор в независим театър. После започва да сътрудничи на различни издателства, което го насочва към кариерата му на писател.
През 1979 г. е издадена първата му книга за младежи, сборникът Escenarios fantásticos (Фантастични сцени), който печели награда за дебют. Същата година е издадена и книгата му „Загадката на остров Тьокланд“. Героите попадат на остров в клопки и загадки, които трябва да решат. Всичко прилича на участие в игра, но дали не е особен тест за интелигентност, ще оцелее ли човечеството или не. Книгата печели наградата „Лазарило“ за литературно творчество през 1980 г. и е номинирана за наградата „Андерсен“.
Книгата му El Museo de los Sueños (Музеят на сънищата) от 1984 г. получава националната награда за детско-юношеска литература. Два пъти е удостоен с наградата „Параход“ за детска литература през 1991 г. за „Мистерията на жената автомат“ и през 2001 г. за „Посланието на птиците“. През 1997 г. получава наградата „Сервантес Чико“ за заслугите му като автор на детска и юношеска литература на испански език.
Заедно с писателската си кариера преподава курсове по творческо писане и участва в конференции и срещи по детска и младежка литература и по темите на фантастичното изкуство, срещи с читатели в библиотеки, образователни и културни центрове в различни страни. Пише и сценарии за телевизията.
Хоан Мануел Хисберт живее в Барселона.

## Произведения
- Escenarios fantásticos (1979)[2]
- El misterio de la isla de Tökland (1979) – награда „Лазарило“[1]
Загадката на остров Тьокланд, изд.: „Отечество“, София (1986), прев. Лъчезар Мишев
- El extraño adiós de Odiel Munro (1981)
- Leyendas del planeta Thámyris (1982)
- Bestiario fantástico (1983)
- El Lazarillo Fantástico (1983)
- Post-Mortem (1983)
- El Museo de los Sueños (1984) – национална награда за детско-юношеска литература
- La noche del Viajero Errante (1984)
- La aventura inmortal de Max Urkhaus (1985)
- La Sonámbula en la Ciudad-Laberinto (1985)
- Historias secretas del espacio (1987)
- El mago de Esmirna (1987)
- El arquitecto y el emperador de Arabia (1988)
- El talismán del Adriático (1988)
- La mansión de los abismos (1988)
- La noche del eclipse (1990) – награда „Широк ъгъл“ за младежка литература
- El guardián del olvido (1990)
- El misterio de la mujer autómata (1991) – награда „Параход“ за детска литература
- La frontera invisible (1992)
- El último enigma (1993)
- El parque del arte (1993)
- Los espejos venecianos (1993)
- El enigma de la muchacha dormida (1994)
- La voz de madrugada 1995) – награда „Едебе“
- Los armarios negros (1996)
- Agualuna (1996)
- El secreto del hombre muerto (1997)
- La mirada oscura (1997)
- Los caminos del miedo (2000)
- La laguna luminosa (2001)
- Regalos para el rey del bosque (2001)
- El mensaje de los pájaros (2001) – награда „Параход“ за детска литература
- Orión y los animales magos (2003)
- Fabulosa noche de San Juan (2003)
- El talismán que vino por el aire (2004)
- Magos del atardecer (2005)
- Algo despierta en secreto (2006)
- Historias secretas en la noche (2010)
- El despertar de Heisenberg (2010)
- La laguna luminosa (2011)
- Las maletas encantadas (2011)
- Las islas fabulosas (2011)
- La feria de la noche eterna (2011)
- Orión y el Libro de Maravillas (2013)
- El viaje secreto (2013)
- Noa, la joven fantasma (2015)
- La invisible nave de la noche (2021)
- Yol, hijo de dos mundos (2021)

### Поредица „Проклятието на стрелеца“ (La maldición del arquero)
1. La maldición del arquero (1999)[1]
2. El embrujo de Elba (2012)

### Поредица „Мистерии“ (Misterios)
неинкорпорирана поредица с общи герои
- El Palacio de los Tres Ojos (2002)[1]
- El bosque de los desaparecidos (2007)
- El secreto del lago subterráneo (2019)

### Разкази
- Las tres plumas (1992)
- Unos días con Mayer (2010)
- Los sueños de la Sibila (2010)
- La sonrisa que vino del espacio (2010)

### Екранизации
- 1981 Xocolata desfeta – тв сериал, 1 епизод
- 1983 Misteri – тв сериал, 13 епизода
- 1985 Candilejas – тв сериал, 1 епизод